# Chlorophytum brevipedunculatum
Chlorophytum brevipedunculatum är en sparrisväxtart som beskrevs av Karl von Poellnitz. Chlorophytum brevipedunculatum ingår i släktet ampelliljor, och familjen sparrisväxter. Inga underarter finns listade i Catalogue of Life.